# Сямыньский метрополитен
Сямыньский метрополитен (кит. 厦门地铁), также именуется как Сямыньский железнодорожный транзит, AMTR (Across Mass Transit Railway) (кит. 厦门轨道交通) — действующая с 2017 года система метро в городе Сямынь (Китай).

## История
Планирование начато в начале 2000-х годах и одобрено в декабре 2010 года, строительство начато в ноябре 2013 года.
Пробное движение пущено 6 октября 2017 года. Открытие состоялось 31 декабря 2017 года. На всех станциях установлены платформенные раздвижные двери.

## Система
Первоочередные планы включают создание трёх линий общей длиной 75,3 км с 62 станциями и стоимостью сооружения 50,4 млрд юаней. Далее планируется продление двух линий и сооружение ещё двух линий, общей длиной 152,2 км с 67 станциями и стоимостью сооружения 100,1 млрд. В дальней перспективе система из 10 городских и пригородных линий будет иметь длину 404 км и 188 станций.
Кроме того, планируются две междугородние линии до Цюаньчжоу и Чжанчжоу и до Гангвэй и Чжанчжоу общей длиной 263 км, которые соединят Сямыньский, Цюаньчжоуский и Чжанчжоуский метрополитены.

### Линии
- Линия 1 (оранжевая) — открыта 31 декабря 2017 года. 30,3 км, 24 станции.
- Линия 2 (зеленая) — открыта 25 декабря 2019 года. 41,6 км, 32 станции.
- Линия 3(синяя) — открыта 25 июня 2021 года, 26,3 км. вся линия 37,9 км, 26 станций.
- Линия 4 — планируется к открытию в 2020 году. 69,6 км, 18 станций.
- Линия 6 — планируется к открытию в 2021 году. 44,5 км, 27 станций.
- Линия 5 — перспективная. 41 км, 28 станций.

- Входной павильон
- Подвижной состав
- Метромост
- Станция Северный вокзал